# Мусаши (роман)
Вижте пояснителната страница за други значения на Мусаши.
Мусаши (на японски: 本武蔵; на английски: Miyamoto Musashi) е исторически роман на японския писател Йошикава Хидецугу (Ейджи Йошикава).

## Сюжет
Сюжетът на романа представлява художествена история за живота и приключенията на самурая Миямото Мусаши, един от най-легендарните майстори на меча в древна Япония.
Историческият Миямото Мусаши е роден навярно през 1584 г. и е починал в 1645 г. Бил е майстор на боя със сабя и е известен с това, че използвал едновременно два меча. Неотклонно е развивал собствената личност, което за него е било ключ за успеха в бойните изкуства. Пише прочутото съчинение за сабления бой – „Горин но шо“. Като млад взема участие в битката при Секигахара, сблъсъците с бойната школа от Киото Йошиока, монасите-войни от Нара и с прочутия майстор на сабята Сасаки Коджиро. Разказът на Йошикава за героят му завършва през 1612 г., когато Мусаши е на около 28 г.
Впоследствие Мусаши може би се е сражавал на страната на победените при обсадата на крепостта Осака в 1614 г. и през 1637–38 г. е участвал в избиването на селяните християни от Шимабара на западния остров Кюсю, допринесло до откъсването на страната от останалия свят за две столетия.